# السيدناني
عبد الله بن الحسن الحاسب المُلقَّب بالسيدناني هو عالم فلك ورياضيات عاش في النصف الأول من القرن العاشر (القرن 4 هـ).

## مصنفاته
وقد أورد ابن النديم المصنفات التالية له:
- كتاب في صنوف الضرب والقسمة (كتاب في فن الضرب والقسمة)
- شرح كتاب محمد بن موسى الخوارزمي في الجبر
- شرح كتاب محمد بن موسى الخوارزمي في الجمع والتفريق